# Silene alpestris
Silene alpestris là loài thực vật có hoa thuộc họ Cẩm chướng. Loài này được Jacq. miêu tả khoa học đầu tiên năm 1773.